# Ginástica nos Jogos Olímpicos de Verão de 1968
A ginástica nos Jogos Olímpicos de Verão de 1968 foi realizada na Cidade do México, no México, com quatorze eventos: oito masculinos e seis femininos. A competição foi disputada entre 21 e 26 de outubro de 1968 no Auditorio Nacional.

## Eventos
Ginástica artística

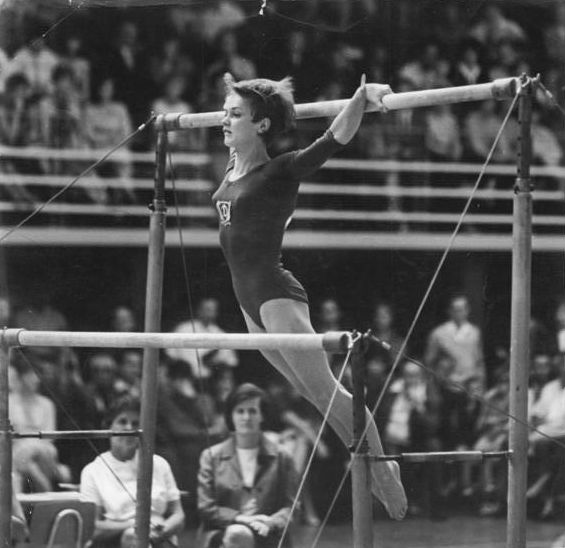
Karin Janz durante apresentação nas barras assimétricas em 1968.

Quatorze conjuntos de medalhas foram concedidos nos seguintes eventos:
- Equipes masculinas
- Individual geral masculino
- Solo masculino
- Salto sobre o cavalo masculino
- Cavalo com alças
- Argolas
- Barra fixa
- Barras paralelas

- Equipes femininas
- Individual geral feminino
- Solo feminino
- Salto sobre o cavalo feminino
- Trave feminino
- Barras assimétricas feminino

## Medalhistas
Masculino
| Evento                    | Ouro                                                                                         | Prata | Bronze |
| ------------------------- | -------------------------------------------------------------------------------------------- | --- | --- |
| Equipes detalhes          | Sawao Kato Akinori Nakayama Eizo Kenmotsu Takeshi Kato Yukio Endo Mitsuo Tsukahara JPN Japão | Sergei Diomidov Valeri Iljinykh Valeri Karasev Viktor Klimenko Viktor Lisitsky Mikhail Voronin URS União Soviética | Matthias Brehme Klaus Köste Siegfried Fülle Peter Weber Gerhard Dietrich Günter Beier GDR Alemanha Oriental |
| Individual geral detalhes | Sawao Kato JPN Japão                                                                         | Mikhail Voronin URS União Soviética                                                                                | Akinori Nakayama JPN Japão                                                                                  |
| Solo detalhes             | Sawao Kato JPN Japão                                                                         | Akinori Nakayama JPN Japão                                                                                         | Takeshi Kato JPN Japão                                                                                      |
| Salto detalhes            | Mikhail Voronin URS União Soviética                                                          | Yukio Endo JPN Japão                                                                                               | Sergei Diomidov URS União Soviética                                                                         |
| Barra fixa detalhes       | Mikhail Voronin URS União Soviética Akinori Nakayama JPN Japão                               | nenhum | Eizo Kenmotsu JPN Japão                                                                                     |
| Cavalo com alças detalhes | Miroslav Cerar YUG Iugoslávia                                                                | Eino Laiho FIN Finlândia                                                                                           | Mikhail Voronin URS União Soviética                                                                         |
| Barras paralelas detalhes | Akinori Nakayama JPN Japão                                                                   | Mikhail Voronin URS União Soviética                                                                                | Viktor Klimenko URS União Soviética                                                                         |
| Argolas detalhes          | Akinori Nakayama JPN Japão                                                                   | Mikhail Voronin URS União Soviética                                                                                | Sawao Kato JPN Japão                                                                                        |

Feminino
| Evento                       | Ouro | Prata | Bronze |
| ---------------------------- | --- | --- | --- |
| Equipes detalhes             | Lyubov Burda Olga Karaseva Tatiana Kitljarova Natalia Kuchinskaya Larissa Petrik Ludmilla Tourischeva Zinaida Voronina URS União Soviética | Věra Čáslavská Bohumila Řimnáčová Miroslava Skleničková Mária Krajčírová Hana Lišková Jana Kubičková Hana Vorlíčková TCH Checoslováquia | Sonia Inovan Erika Zuchold Karin Janz Maritta Bauerschmidt Ute Starke Marianne Noack Magdalena Schmidt GDR Alemanha Oriental |
| Individual geral detalhes    | Věra Čáslavská TCH Checoslováquia | Zinaida Voronina URS União Soviética | Natalia Kuchinskaya URS União Soviética                                                                                      |
| Solo detalhes                | Larissa Petrik URS União Soviética Věra Čáslavská TCH Checoslováquia                                                                       | nenhum | Natalia Kuchinskaya URS União Soviética                                                                                      |
| Salto detalhes               | Věra Čáslavská TCH Checoslováquia | Karin Janz GDR Alemanha Oriental | Zinaida Voronina URS União Soviética                                                                                         |
| Trave detalhes               | Natalia Kuchinskaya URS União Soviética | Věra Čáslavská TCH Checoslováquia | Larissa Petrik URS União Soviética                                                                                           |
| Barras assimétricas detalhes | Věra Čáslavská TCH Checoslováquia | Karin Janz GDR Alemanha Oriental | Zinaida Voronina URS União Soviética                                                                                         |

## Quadro de medalhas
| Ordem | País                  | Medalha de ouro | Medalha de prata | Medalha de bronze |    |
| ----- | --------------------- | --------------- | ---------------- | ----------------- | -- |
| 1     | JPN Japão             | 6               | 2                | 4                 | 12 |
| 2     | URS União Soviética   | 5               | 5                | 8                 | 18 |
| 3     | TCH Checoslováquia    | 4               | 2                |                   | 6  |
| 4     | YUG Iugoslávia        | 1               |                  |                   | 1  |
| 5     | GDR Alemanha Oriental |                 | 2                | 2                 | 4  |
| 6     | FIN Finlândia         |                 | 1                |                   | 1  |
| TOTAL | TOTAL                 | 16              | 12               | 14                | 42 |